# Браун, Этель
Этель Браун (англ. Ethel Isadore Brown; 1871, Бостон — 1944, Нью-Уинсор, Нью-Йорк) — американская художница и иллюстратор.

## Биография
Родилась в 1872 году в Бостоне, штат Массачусетс, была одним из трёх детей в семье адвоката Эдварда Брауна и его жены Эммы Изадоры Браун, урождённой Клапп. Старшая сестра Этель — Эдит Браун (англ. Edith Blake Brown), тоже была художницей и преподавала в Кливлендской школе искусств.

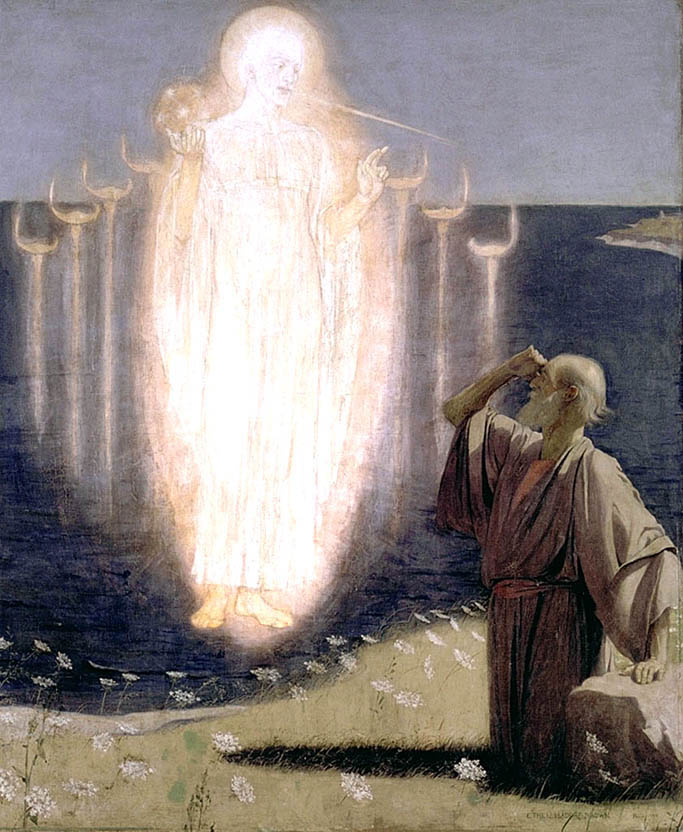
Видение святого Иоанна на Патмосе

Этель училась в бостонской художественной школе Cowles Art School и у Люка Оливье Мерсона в Париже. Писала религиозные сцены, портреты, пейзажи. В конце 1890-х годов выставлялась в Национальной академии дизайна, Обществе американских художников, Пенсильванской академии изобразительных искусств в США и в Салоне на Елисейских полях в Париже.
С 1902 по 1906 годы Этель Браун преподавала рисование, живопись и историю искусства в школе для девочек Saint Agnes School for Girls в Олбани, штат Нью-Йорк. После внезапной смерти сестры в 1907 году, Этель вместе с её шурином и двумя маленькими детьми переехала в Нью-Уинсор и оставалась там до конца своей жизни.
Этель Браун вместе со своей сестрой и Элизабет Парсонс создали витраж, который был показан на Всемирной выставке 1903 года в Чикаго. Витраж под названием «Земля Массачусетса — мать грядущей свободной, прогрессивной и просвещённой женщины» (англ. Massachusetts Mothering the Coming Woman of Liberty, Progress and Light) был спонсирован Женским образовательным и производственным союзом (англ. Women’s Educational and Industrial Union). С 2012 года он находится в чикагском Музее витражей Смита.
Наиболее известная картина художницы — «Видение святого Иоанна на Патмосе», созданная в 1898 году, на которой изображен Святой Иоанн Богослов на острове Патмос, примечательна своим изобретательным использованием света и тени. Картина находится в коллекции Смитсоновского музея американского искусства и является примером американской живописи символистов. Также Браун работала иллюстратором, её рисунки печатались в ежеквартальном журнале The Quarterly Illustrator. Она иллюстрировала в 1893 году произведение Уильяма Блэка A Princess of Thule.
Умерла в 1944 году в Нью-Уинсоре, штат Нью-Йорк, в собственном доме.